# Вилла Пини
Вилла Пини (итал. Villa Pini) — историческая резиденция в деревне Льерна на озере Комо, с видом на мыс Белладжо, на границе с Варенной.
Вилла была перестроена промышленником Ахилле Пини в 1921 году на месте большого фермерского дома, построенного в середине девятнадцатого века по проекту дизайнера Акилле Кастильони (итал. Achille Castiglioni), а затем перешла в собственность знаменитого серебряника Томазо Паницца (итал. Tomaso Panizza). Здесь можно увидеть различные стили от неосредневекового до либерти, с терракотовыми украшениями на штукатурке и граффити в стиле XV века. На севере находится высокая башня в венском стиле. Она была отреставрирована несколько десятилетий назад и сейчас разделена на отдельные апартаменты. Её окружает большой парк с магнолиями, пальмами и соснами.